# Hans-Georg von Friedeburg
Hans-Georg Friedrich Ludwig Robert von Friedeburg (* 15. Juli 1895 in Straßburg; † 23. Mai 1945 in Flensburg-Mürwik) war ein deutscher Marineoffizier. Er war ab 1943 Kommandierender Admiral der Unterseeboote im Zweiten Weltkrieg und im Mai 1945 als Generaladmiral und Nachfolger Karl Dönitz’ für wenige Tage Oberbefehlshaber der Kriegsmarine. In dieser Funktion war von Friedeburg der einzige Mitunterzeichner beider Kapitulationsurkunden der Wehrmacht. Kurz nach der Kapitulation nahm er sich am Tag seiner Verhaftung durch britische Militärpolizisten das Leben.

## Leben
Er entstammte der badischen Offiziersfamilie von Friedeburg und war der Sohn des späteren preußischen Generalmajors Ludwig von Friedeburg (1862–1924) und dessen Ehefrau Elisabeth Adelheid Agnes Hedwig, geborene von Kayser (1872–1947).

### Kaiserliche Marine
Friedeburg trat am 1. April 1914 als Seekadett in die Kaiserliche Marine ein. Im Ersten Weltkrieg nahm er, im Dezember 1914 zum Fähnrich zur See ernannt und auf das Großlinienschiff Kronprinz versetzt, an der Skagerrakschlacht gegen die britische Flotte teil. Kurz darauf, am 13. Juli 1916, wurde er zum Leutnant zur See ernannt. Im Dezember 1917 kam von Friedeburg zur U-Boot-Waffe, wo er nach entsprechender sechsmonatiger Ausbildung von Juni 1918 bis zum Ende des Krieges Wachoffizier auf U 114 war. Für seine Leistungen wurde von Friedeburg mit beiden Klassen des Eisernen Kreuzes sowie dem Ritterkreuz II. Klasse des Ordens vom Zähringer Löwen mit Schwertern ausgezeichnet.

### Reichsmarine
Von Dezember 1918 bis Oktober 1919 diente er als Wachoffizier auf dem Kleinen Kreuzer Regensburg. Er wurde in die Reichsmarine übernommen und dann bis Ende Mai 1920 auf dem Kleinen Kreuzer Königsberg verwendet. Von Juni bis September 1920 war er Adjutant bei der Schiffsstammdivision der Nordsee, dann wurde er zum Oberleutnant zur See befördert und als Adjutant auf den Kleinen Kreuzer Hamburg, das Flaggschiff des Befehlshabers der Sicherung der Nordsee, versetzt. Von Februar bis September 1922 diente von Friedeburg als Zugführer beim Küstenschutzbataillon II, dann bis Juni 1924 als Adjutant des Bataillons. Nach verschiedenen Lehrgängen war er von Dezember 1924 bis zum 30. Juni 1927 Wach- und Torpedooffizier auf dem nunmehr als Schulschiff fungierenden Kreuzer Hamburg, unterbrochen von einer zweimonatigen Abkommandierung im April und Mai 1925 als Ausbilder an der Torpedoschule in Mürwik. Seine Beförderung zum Kapitänleutnant erfolgte am 1. Juli 1925.
Nach kurzzeitigen Kommandierungen zur Marinestation der Nordsee (Juli–August 1927) und der Marineschule Mürwik (September 1927) durchlief er vom 6. Oktober 1927 bis zum 22. April 1929 die Admiralstabsoffiziersausbildung und wurde danach als Marineverbindungsoffizier zum Wehrkreiskommando I und der 1. Division in Königsberg versetzt. Am 16. Juni 1932 wurde er Referent im Wehrmachtamt des Reichswehrministeriums (unter dem seit 1. Juni 1932 amtierenden Minister Kurt von Schleicher). Am 1. Februar 1933 wurde er zum Marine-Adjutanten im Reichswehrministerium (unter dem neuen Minister Werner von Blomberg) ernannt und in dieser Dienststellung am 1. April 1933 zum Korvettenkapitän ernannt.

### Kriegsmarine
Am 30. September 1936 wurde von Friedeburg als Erster Offizier auf den Leichten Kreuzer Karlsruhe versetzt. Dort erfolgte am 1. Januar 1937 seine Beförderung zum Fregattenkapitän. Vom 17. März bis zum 1. November 1938 diente er als Stabsoffizier beim Befehlshaber der deutschen Seestreitkräfte, die im Spanischen Bürgerkrieg an der internationalen Seeblockade zur Durchsetzung eines Waffenembargos gegen Spanien eingesetzt waren, danach bis zum 5. Februar 1939 als Stabsoffizier beim Befehlshaber der Sicherung der Nordsee. Am 1. Januar 1939 wurde er zum Kapitän zur See befördert.
Am 6. Februar 1939 wurde von Friedeburg dem Führer der U-Boote zur Verfügung gestellt. Dort übernahm er für wenige Wochen (6. Juni – 8. Juli 1939) das Kommando über das U-Boot U 27 und wurde dann Stabsoffizier für besondere Aufgaben in der Organisationsabteilung beim Führer der U-Boote, Kommodore Karl Dönitz. Am 25. September 1939 wurde er Chef dieser Abteilung.
Zwei Jahre später, am 12. September 1941, wurde er 2. Admiral der U-Boote. Am 1. September 1942 wurde von Friedeburg zum Konteradmiral ernannt, und am 1. Februar 1943 folgte seine Ernennung zum Kommandierenden Admiral der U-Boote. Am 1. September 1943 wurde er Vizeadmiral. Zwei Monate später, am 1. November 1943, Admiral. Nach Hitlers Suizid und Dönitz’ Nachfolge als Reichspräsident am 1. Mai 1945 erfolgte von Friedeburgs Beförderung zum Generaladmiral (mit Rangdienstalter vom 1. Februar 1944) und seine Ernennung zum Oberbefehlshaber der Kriegsmarine.
Im Januar 1945 ordnete von Friedeburg aufgrund Vorrückens der Roten Armee das Unternehmen Hannibal an, womit die Verwundeten- und Flüchtlingstransporte durch die Kriegsmarine begannen. In den letzten Kriegstagen wurde in Flensburg-Mürwik im sogenannten Sonderbereich Mürwik die letzte Reichsregierung unter Karl Dönitz eingerichtet. Am Abend des 4. Mai 1945 unterzeichnete von Friedeburg im Auftrag von Karl Dönitz auf dem Timeloberg am Ortsrand von Wendisch Evern im Beisein des Generalfeldmarschalls Montgomery die Teilkapitulation der Wehrmacht für Nordwestdeutschland, Dänemark und die Niederlande, also für den weitaus größten Teil jenes Territoriums, das zu diesem Zeitpunkt noch von deutschen Truppen gehalten wurde. 
Am 7. Mai war er als einer der Unterhändler anwesend bei der Unterzeichnung der bedingungslosen Gesamtkapitulation der Wehrmacht durch Generaloberst Alfred Jodl im operativen Hauptquartier der SHAEF in Reims, und in der Nacht vom 8. zum 9. Mai war er als Oberbefehlshaber der Kriegsmarine Mitunterzeichner der ratifizierenden Kapitulationsurkunde im Hauptquartier der Roten Armee in Berlin-Karlshorst.

### Tod

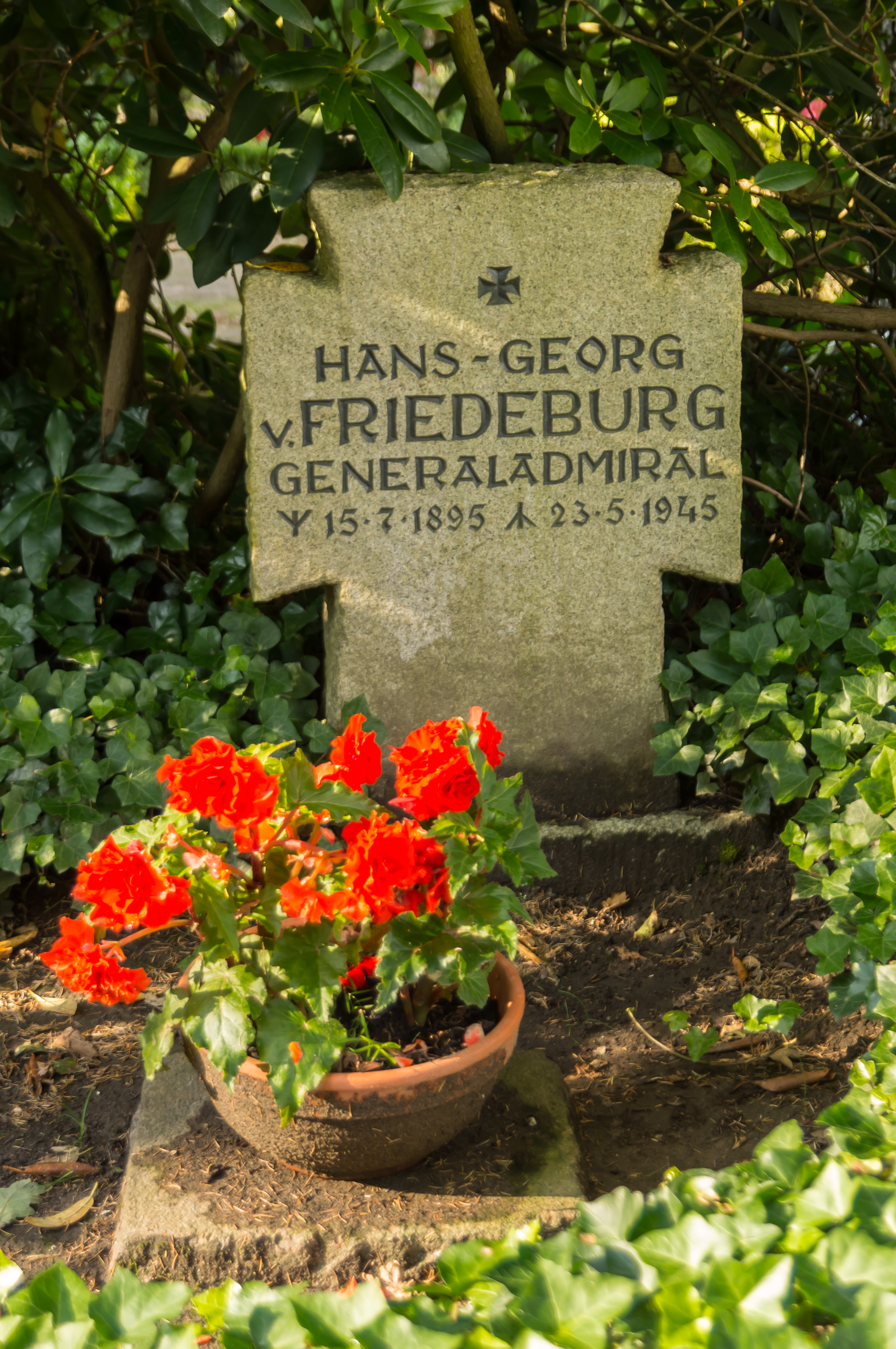
Grabmal von Hans-Georg von Friedeburg, Geburts- und Sterbedatum mit der in der NS-Zeit oft verwendeten Elhaz-Rune

Von Friedeburg war am 23. Mai 1945 mit Karl Dönitz und Alfred Jodl zusammen von der Alliierten Überwachungskommission für das Oberkommando der Wehrmacht und der Marine auf der Patria vorgeladen. Dort wurde den Vorgeladenen durch den US-Generalmajor Lowell W. Rooks verkündet, dass die Geschäftsführende Reichsregierung aufgelöst sei und sie verhaftet seien. Für von Friedeburg war dies die vierte Kapitulation in drei Wochen. Er begab sich im Gegensatz zu Dönitz und Jodl nicht in Kriegsgefangenschaft, sondern nahm sich an diesem Tag, nachdem er in sein Quartier in der Kaserne Meierwik zurückgekehrt war, mit einer Zyankalikapsel das Leben. Er wurde auf dem Friedhof Adelby in Flensburg beigesetzt.
Als seinen Nachfolger bestimmten die Alliierten Walter Warzecha, der die Demobilisierung der deutschen Marinetruppen organisierte.

## Familie
Sein älterer Sohn Ludwig von Friedeburg (1924–2010) war jüngster U-Boot-Kommandant der Kriegsmarine. Er wurde nach dem Krieg ein bekannter Soziologe im Kreis von Max Horkheimer und Theodor W. Adorno im Frankfurter Institut für Sozialforschung. Er engagierte sich politisch in der SPD, von 1969 bis 1974 war er hessischer Kultusminister.
Sein jüngerer Sohn Friedrich von Friedeburg (1926–1991) war ebenfalls U-Boot-Fahrer, nach dem Zweiten Weltkrieg wurde er Journalist. Er war beteiligt am Schutz Helgolands gegen die englischen Pläne eines Bombenübungsziels. 1962 wurde er von der Public Relations Society of America mit dem „Silbernen Amboß“ für die beste Leistung der Öffentlichkeitsarbeit auf dem Gebiet der internationalen Beziehungen ausgezeichnet. Er war Pressesprecher verschiedener Industrieunternehmen, zuletzt der Braun AG.

## Auszeichnungen
- Spanienkreuz
- Wehrmacht-Dienstauszeichnung IV. bis I. Klasse
- Spange zum Eisernen Kreuz II. und I. Klasse
- Kriegsverdienstkreuz (1939) II. und I. Klasse mit Schwertern
- Deutsches Kreuz in Silber am 6. Juni 1942
- Ritterkreuz des Kriegsverdienstkreuzes mit Schwertern am 17. Januar 1945